# Vrijeme je da se krene
Vrijeme je da se krene je četvrti studijski album hrvatskog rock sastava Majke objavljen 1996. godine. Dizajn je napravio poznati autorski dvojac Božesačuvaj.

## Pjesme
| Br. | Skladba                                      | Tekstopisac | Skladatelj    | Trajanje |
| --- | -------------------------------------------- | ----------- | ------------- | -------- |
| 1.  | »Vrijeme je da se krene«                     | Goran Bare  | Zoran Čalić   |          |
| 2.  | »Baretov blues«                              | Goran Bare  | Zoran Čalić   |          |
| 3.  | »Slobodna kao nikada«                        | Goran Bare  | Zoran Čalić   |          |
| 4.  | »Sve što osjećaš«                            | Goran Bare  | Zoran Čalić   |          |
| 5.  | »Cigan«                                      | Goran Bare  | Zoran Čalić   |          |
| 6.  | »Mene ne zanima«                             | Goran Bare  | Zoran Čalić   |          |
| 7.  | »Izazivajmo nerede«                          | Goran Bare  | Zoran Čalić   |          |
| 8.  | »Odvedi me«                                  | Goran Bare  | Zoran Čalić   |          |
| 9.  | »A ti još plačeš«                            | Goran Bare  | Zoran Čalić   |          |
| 10. | »Nije lako«                                  | Goran Bare  | Ivica Duspara |          |
| 11. | »Vrijeme je da se krene (Akustična verzija)« | Goran Bare  | Zoran Čalić   |          |

## Postava
- Goran Bare - vokal
- Tihomir Jalšovec - Chaka - bubnjevi
- Zoran Čalić - gitara
- Kruno Domaćinović - gitara
- Nedjeljko Ivković-Kilmister - bas-gitara
- Davor Rodik - pedal steel, Gojko Tomljanović - klavir, klavijature (gosti)

## Poveznice
- http://www.soundguardian.com/majke-qvrijeme-je-da-se-kreneq  Arhivirana inačica izvorne stranice od 2. listopada 2015. (Wayback Machine)
- http://www.discogs.com/Majke-Vrijeme-Je-Da-Se-Krene/release/3741778